# HTTP 451
Dins les xarxes informàtiques

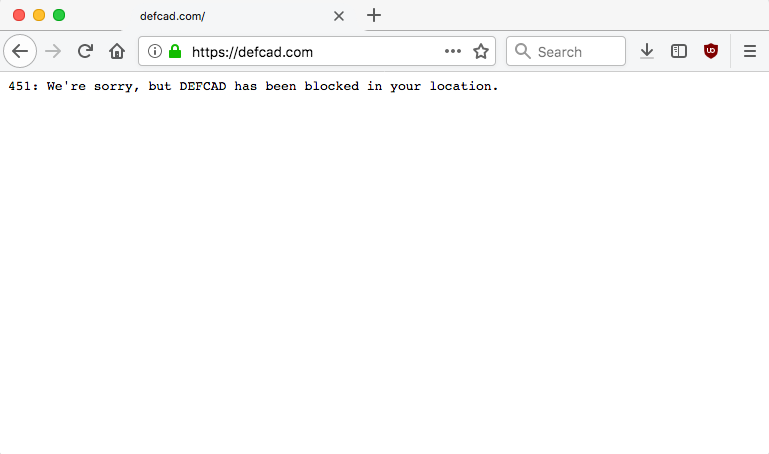
Codi d'estat HTTP 451 retornat per la pàgina web Defense Distributed a un client a Pennsilvània, 30 de juliol de 2018.

HTTP 451 No disponible per raons legals és un codi d'estat del protocol HTTP que indica que l'usuari demana accedir a un recurs que no pot ser servit per raons legals, com una pàgina web censurada per un govern. El número 451 és una referència a la novel·la distòpica de Ray Bradbury Fahrenheit 451 (1953), en la qual els llibres són il·legals. HTTP 451 podria ser descrit com una variant més explicativa de 403 Restringit.
Aquest codi d'estat és estandarditzat al RFC 7725.
Alguns exemples de situacions on el codi HTTP 451 podria ser retornat inclou pàgines web considerades un perill per la seguretat nacional, o pàgines web que infringeixen lleis de copyright, intimitat, blasfèmia, o qualsevol altra llei o ordre d'un tribunal.
El RFC especifica que una resposta 451 no indica si el recurs existeix però el seu accés ha estat blocat, si el recurs ha estat eliminat per raons legals i ja no existeix, o fins i tot si el recurs mai ha existit, però qualsevol discussió sobre el tema ha estat legalment prohibit (veure mesures cautelars). Alguns llocs web retornàven anteriorment HTTP 404 (No Trobat) o similar si no tenien permés revelar que el recurs ha estat eliminat. Aquesta tàctica és utilitzada en el Regne Unit per alguns proveïdors d'Internet utilitzant la Internet Watch Foundation blacklist, retornant un error 404 o un altre missatge d'error en comptes d'indicar que el lloc és blocat.
Aquest codi d'estat va ser proposat al 2013 per Tim Bray, després d'anteriors propostes informals per Chris Applegate al 2008 i Terence Eden al 2012. Va ser aprovat pel IESG el 18 de desembre de 2015, i va ser publicat com RFC 7725 a febrer de 2016.
Després de la entrada en vigor del GDPR a l'Espai Econòmic Europeu (EEE) moltes pàgines web localitzades fora de l'EEE van començar a fer servir HTTP 451 en comptes de ajustar-se a la nova llei de privacitat.

## Ús
Quan una entitat intercepta una petició i retorna el codi 451 ha d'incloure una capçalera HTTP "Link", el valor de la qual ha de ser una URI identificant-se. Aquesta capçalera ha de tenir un paràmetre "rel" amb el valor "blocked-by". Això pretén identificar l'entitat que implementa el bloqueig (un ISP, proveïdor de DNS, sistema CDN, etc.), no l'autoritat legal que l'ha ordenat. A un hackathon de la IETF, uns participants van utilitzar una aranya web per mostrar que diverses implementacions van interpretar malament aquest encapçalament i en comptes indicaven l'autoritat legal.

## Exemple

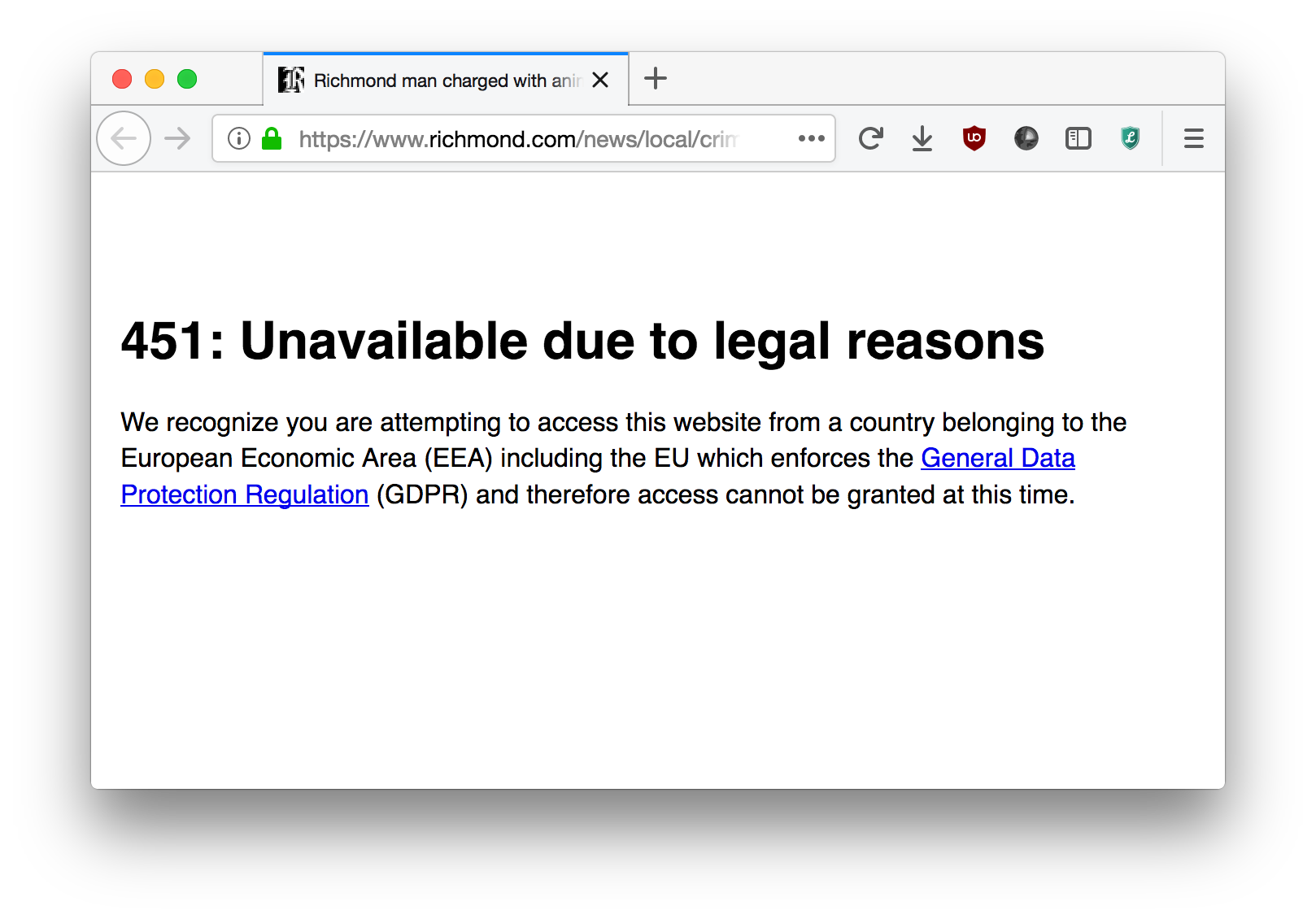
Una pàgina web americana no disponible a Europa a causa del Reglament General de Protecció de Dades.

```
HTTP
/
1.1
 
451
 
Unavailable For Legal Reasons

Link
:
 
<https://search.example.net/legal>; rel="blocked-by"

Content-Type
:
 
text/html

<
html
>

 
<
head
><
title
>
No disponible Per Motius Legals
</
title
></
head
>

 
<
body
>

 
<
h1
>
Unavailable For Legal Reasons
</
h1
>

 
<
p
>
Aquesta petició no pot ser executada a la província romana de Judea
 a causa de la Lex Julia Majestatis, la qual prohibeix l'accés a recursos
 hospedats a servidors sospitosos de ser operats pel Front Popular de
 Judea.
</
p
>

 
</
body
>

</
html
>

```